# Fraxinus hondurensis
Fraxinus hondurensis là một loài Fraxinus, đặc hữu của Honduras.